# Aulacaspis australis
Aulacaspis australis är en insektsart som beskrevs av Brimblecombe 1959. Aulacaspis australis ingår i släktet Aulacaspis och familjen pansarsköldlöss. Inga underarter finns listade i Catalogue of Life.